# Jos Steen
Jos Steen (28 augustus 1954 - 4 september 2012) was een Belgisch bluesmuzikant was avant-gardegitarist en -zanger. Hij trad daarbij buiten de betreden paden, door bijvoorbeeld muziek te maken door stofzuigers met mondharmonica's te combineren, of door natuurgeluiden of het geluid van loeiende koeien te mengen met muziek. Jos Steen werd wel met Captain Beefheart vergeleken, een vergelijking die ook wel ontkracht werd, mede door hemzelf.
Hij was de oprichter van de ensembles "De Kollektieve Zelfmoord" en "China Pig Blues Band".
Steen leefde lange tijd in Attenrode-Wever, maar verhuisde uiteindelijk naar een huisje in de Ardennen.
Hoewel Steen soms een platencontract had, werden veel van zijn ongeveer 25 albums in eigen beheer opgenomen in zijn thuisstudio. Het laatste album dat hij opnam in een professionele studio was Black brown stone, een samenwerking met mondharmonicaspeler Steven De Bruyn (ex El Fish) en drummer Jimmy Carl Black van The Mothers of Invention. Jos Steen speelde op het Dominofestival in de AB in 2008, op het Klarafestival (Kaaitheater 2006) en op het Klinkende Muntfestival van de Beursschouwburg.
Jos Steen maakte tevens kunstcollages en bracht enkele boeken in eigen beheer uit.